# S Club (album)
S Club är S Club 7s debutalbum från 1999.

## Låtlista
1. Bring It All Back
2. You're My Number One
3. Two In A Million
4. S Club Party
5. Everybody Wants Ya
6. Viva La Fiesta
7. Gonna Change The World
8. I Really Miss You
9. Friday Night
10. It's A Feel Good Thing
11. Hope For The Future